# Torben Jensen (advokat)
 Der er flere personer med dette navn, se Torben Jensen.
Torben Jensen (født 27. juni 1969) er en dansk advokat, der har været forbrugerombudsmand siden 1. januar 2024. Her erstattede han Christina Toftegaard Nielsen, der havde haft stillingen siden 2015.
Han er uddannet fra Københavns Universitet, hvorfra han fik sin juridiske embedseksamen i 1995. Herefter arbejdede han først i Justitsministeriet som kontorchef. Han arbejdede efterfølgende som forsvarsadvokat indtil 2010, hvor han blev generalsekretær i Advokatsamfundet. I 2019 blev han vicedirektør i Folketingets administration.